# ماتناطة
ماتناطة أو ماتيناتا (بالإيطالية: Mattinata)‏ هي بلدية في مقاطعة فودجا في إقليم بولية الإيطالي.
قال الادريسي: «ومن نهر نيقلو إلى نهر كاطة أحد عشر ميلا ومنه إلى مدينة سيبنت ميلان وسيبنت على قرب من البحر ومنها إلى ماتناطة اثنا عشر ميلا وهي على قرب من البحر ومنها إلى شنت أنجلو وهي مرتفعة عن البحر ثمانية أميال.»

## السكان
في سنة 1861 بلغ عدد السكان 2٬522 نسمة، وتطور العدد ليصل في سنة 2011 لـ 6٬360 نسمة.
يظهر هذا المخطط البياني تطور النمو السكاني لـ ماتناطة